# 弗林特冰川
弗林特冰川（英語：Flint Glacier），是南極洲的冰川，位於葛拉漢地的弗因海岸，最終在德莫雷斯特冰川和諾斯羅普角之間注入旋風灣，在1928年12月20日由澳大利亞探險家發現，現時由《南極條約體系》管理。